# تاکاشی سودا
تاکاشی سودا (انگلیسی: Takashi Soeda؛ زادهٔ ۱۵ مارس ۱۹۹۳) بازیکن فوتبال اهل ژاپن است.